# Ronche
Ronche is een plaats (frazione) in de Italiaanse gemeente Sacile.